# Лухзингер, Фриц
Фриц Лухзи́нгер (нем. Fritz Luchsinger; род. 1980) — швейцарский кёрлингист.

## Достижения
- Чемпионат Европы по кёрлингу: золото (1986).
- Чемпионат Швейцарии по кёрлингу среди мужчин: золото (1987).

## Команды
| Сезон   | Четвёртый        | Третий              | Второй          | Первый         | Турниры                     |
| ------- | ---------------- | ------------------- | --------------- | -------------- | --------------------------- |
| 1986—87 | Феликс Лухзингер | Томас Грендельмейер | Даниэль Штрейфф | Фриц Лухзингер | ЧЕ 1986 · ЧМ 1987 (7 место) |

(скипы выделены полужирным шрифтом)